# پیکرشناسی غشایی

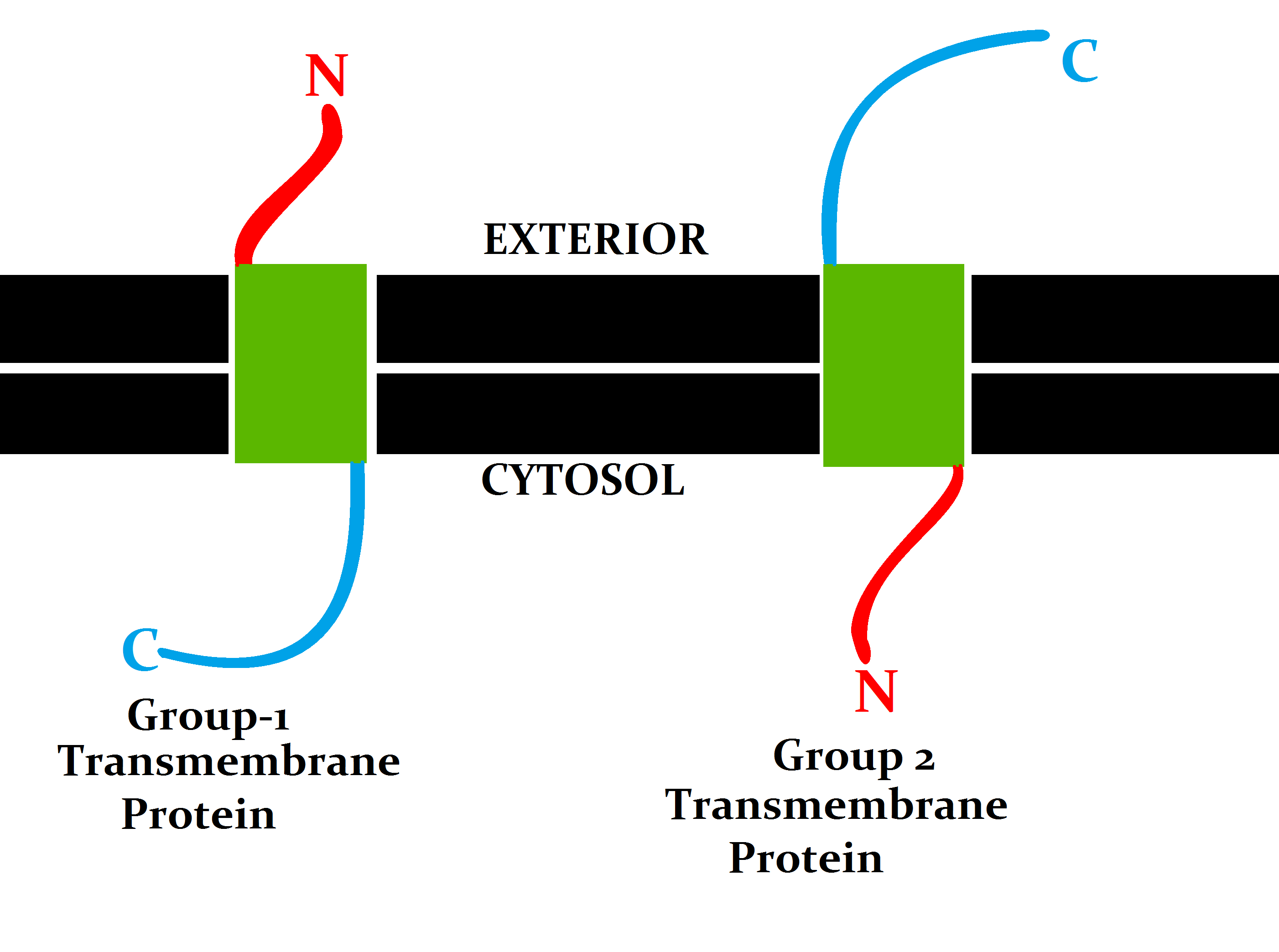
پروتئین‌های تراغشایی گروه I و II دارای پیکرشناسی نهایی مخالف هستند. پروتئین‌های گروه I دارای انتهای N در سمت دور و انتهای C در سمت سیتوزولی هستند. پروتئین‌های گروه دوم دارای انتهای C در سمت دور و انتهای N در سیتوزول هستند. با این حال، پیکرشناسی نهایی تنها معیار برای تعریف گروه‌های پروتئینی تراغشایی نیست، بلکه مکان تعیین‌کننده‌های پیکرزادی (توپوژنیک) و سازوکار مونتاژ در طبقه‌بندی در نظر گرفته شده است

پیکرشناسی غشایی یا توپولوژی غشایی (به انگلیسی: Membrane topology) یک پروتئین تراغشایی به مکان‌های N- و C-پایه‌های زنجیره پلی‌پپتیدی پوشاننده غشاء با توجه به طرف‌های درونی یا بیرونی غشای زیستی اشغال‌شده توسط پروتئین اشاره دارد.
چندین پایگاه داده پیکرشناسی‌های آزمایشی تعیین‌شده پروتئین‌های غشایی را ارائه می‌دهند. آنها عبارتند از یونی‌یروت، تی‌اوپی‌دی‌بی (TOPDB), اوپی‌ام (OPM) و اِکس‌توپودی‌بی (ExTopoDB). همچنین پایگاه داده‌ای از دامنه‌ها وجود دارد که به صورت محافظه‌کارانه در سمت خاصی از غشاها قرار دارند، تاپ‌دام (TOPDOM).
همچنین می‌توان پیکرشناسی پروتئین‌های غشایی بتا-بشکه را پیش‌بینی کرد.